# Kanton Saint-André-de-Cubzac
Der Kanton Saint-André-de-Cubzac war bis 2015 ein französischer Wahlkreis im Arrondissement Blaye, im Département Gironde und in der Region Aquitanien; sein Hauptort war Saint-André-de-Cubzac, Vertreter im Generalrat des Départements war durchgehend von 1974 bis 2015, zuletzt wiedergewählt 2008, Jacques Maugein.
Im Zuge einer Verwaltungsreform wechselte der Kanton Saint-André-de-Cubzac am 1. Mai 2006 vom Arrondissement Bordeaux zum Arrondissement Blaye.  
Der Kanton war 86,46 km² groß und hatte 22.719 Einwohner (Stand: 2012).

## Gemeinden
| Gemeinde              | Einwohner Jahr | Fläche km² | Bevölkerungsdichte | Postleitzahl | Code INSEE |
| --------------------- | -------------- | ---------- | ------------------ | ------------ | ---------- |
| Aubie-et-Espessas     | 1246 (2013)    | –          | – Einw./km²        | 33240        | 33018      |
| Cubzac-les-Ponts      | 2302 (2013)    | –          | – Einw./km²        | 33240        | 33143      |
| Gauriaguet            | 1191 (2013)    | –          | – Einw./km²        | 33240        | 33183      |
| Peujard               | 2018 (2013)    | –          | – Einw./km²        | 33240        | 33321      |
| Saint-André-de-Cubzac | 10.495 (2013)  | –          | – Einw./km²        | 33240        | 33366      |
| Saint-Antoine         | 383 (2013)     | –          | – Einw./km²        | 33240        | 33371      |
| Saint-Gervais         | 1659 (2013)    | –          | – Einw./km²        | 33240        | 33415      |
| Saint-Laurent-d’Arce  | 1387 (2013)    | –          | – Einw./km²        | 33240        | 33425      |
| Salignac              | 1666 (2013)    | –          | – Einw./km²        | 33240        | 33495      |
| Virsac                | 1052 (2013)    | –          | – Einw./km²        | 33240        | 33553      |

## Bevölkerungsentwicklung
| 1962 | 1968 | 1975   | 1982   | 1990   | 1999   |
| ---- | ---- | ------ | ------ | ------ | ------ |
| 9255 | 9963 | 10.900 | 12.987 | 15.673 | 16.909 |